# Adama melichari
Adama melichari är en insektsart som beskrevs av Baker 1925. Adama melichari ingår i släktet Adama och familjen dvärgstritar. Inga underarter finns listade i Catalogue of Life.